# The Trainer's Daughter; or, A Race for Love
The Trainer's Daughter; or, A Race for Love  è un cortometraggio del 1907 diretto da J. Searle Dawley e Edwin S. Porter.

## Trama
Il trainer in un allevamento di cavalli scopre che sua figlia è innamorata di Jack. La cosa non lo rende per niente felice. Quando spunta un altro pretendente, si giunge a un accordo: quello dei due che vincerà una corsa, vincerà anche la ragazza. Il rivale di Jack però, si dimostra senza scrupoli. E non si fermerà davanti a niente.

## Produzione
Il film fu prodotto dalla Edison Manufacturing Company.

## Distribuzione
Distribuito dall'Edison Manufacturing Company, il film uscì nelle sale il 23 novembre 1907.